# کوی فرهنگیان (آبادان)
کوی فرهنگیان یکی از محله‌های آبادان است این محله در شمال غرب شهر آبادان و با سلیچ و صنگور و مسکن مهر همجوار است، بلوار ثامن الائمه نیز از مقابل این محله عبور می‌کند.
این محله دارای ۴۰۰ واحد مسکونی به متراژ ۲۸۰ و ۲۹۰ متر مربع می‌باشد.
سالن ورزشی سرپوشیده و زمین چمن مصنوعی و ... از امکانات جدید این محله است. همچنین می‌توان به درمانگاه امیرالمؤمنین و طرح ترافیک و مسجد باب‌الحواج و... نیز اشاره کرد.

## تاریخچه
این محله در زمان قبل از انقلاب ساخته شد و واگذاری آن به فرهنگیان ( معلمان و کارکنان آموزش و پرورش ) به علت مصادف شدن با انقلاب و آغاز جنگ تحمیلی به تاخیر افتاد البته تلاشهای بسیار زیادی جهت واگذاری منازل توسط شهید باقرزاده انجام شد اما به دلیل خالی شدن شهر از سکنه امر واگذاری به طور کامل متوقف شد و روند واگذاری این خانه‌ها از دهه 70 شمسی اغاز شد اولین ساکنان آن از سالهای 1372 و 1373 به این محله نقل مکان کردند و تا یکی دو سال ابتدایی کمتر از 20 خانواده در آن زندگی میکردند درحالیکه خیابانها آسفالت نداشتند و این محله در شب مانند منطقه متروکه بود ، رفته رفته به ساکنین آن افزوده شد و امکانات آن نیز افزایش پیدا میکرد در سال 1377 حدود نیمی از خانه‌ها توسط فرهنگی‌ها یا مستاجرین پر شده و تا حدود سال 1380 تقریباً هیچ منزلی خالی از سکنه نبود ، همچنین اتوبوسرانی نیز از سالهای 1375 فعال بوده است خط گاز نیز از سال 1391 به این محله کشیده شد . زمین فوتبال چمن مصنوعی و سالن ورزشی به ترتیب در سالهای 1391 و 1392 راه اندازی شدند سیستم فاضلاب جدید نیز از سال 1387 آغاز و تا سال 1393 ادامه داشت طرح طرافیک از سالهای 1386 آغاز شد و پس از چند سال به اتمام رسید اما هیچگاه به بهره برداری نرسید.
اطراف کوی فرهنگیان نیز منازل کارکنان فضای سبز ، روحانیون ، نیروی انتظامی و مسکن مهر ساخته شده اما به‌طور کامل و با امکانات مناسب به بهره برداری نرسیده اند.

## امکانات
وسعت کوی فرهنگیان: طول این محله 750 متر و عرض آن 400 متر میباشد ( استفاده از مسافت گوگل ارث )
تعداد خیابان اصلی : 3
تعداد خیابان فرعی : 15
ردیفها : صدیها ( 15 کوچه ) ، دویستی‌ها ( 10 کوچه از خیابان 10 فرعی تا خیابان 15 فرعی ) ، سیصدیها ( 10 کوچه )
تعداد مسجد : 1
تعداد اماکن ورزشی : 2 ( زمینچمن مصنوعی و سالن ورزشی )
تعداد خطوط اتوبوسرانی : 2 که یک خط از مسیر کمربندی روستای خرخره و 1 خط از مسیر پل ایستگاه 7 تردد میکنند ( لازم به ذکر است مسیر مبدا هر دو خط کوی فرهنگیان میباشد )
تعداد درمانگاه : 1 ( نیمه فعال )
تعداد نانوایی رسمی : 1
تعداد طرحهای ترافیک : 1
تعداد پارک : 1
وضعیت فضای سبز : چندان قابل قبول نمی‌باشد
وضعیت آسفالت و پیاده رو : معمولی
وضعیت اب آشامیدنی : مانند سایر نقاط شهر

## اخبار
مجری طرح فاضلاب آبادان گفت: عملیات اجرایی شبکه فاضلاب منطقه کوی فرهنگیان با 30 درصد پیشرفت فیزیکی در حال انجام است.
احمد حسن زاده در گفتگو با ایلنا با اشاره به هشت ماه زمان برنامه‌ریزی شده برای اجرای این پروژه افزود: با هماهنگیهای صورت گرفته از سوی فرمانداری ویژه آبادان با سایر ارگانها پیش بینی می شود کار احداث شبکه فاضلاب این منطقه در موعد مقرر به اتمام برسد